# 1989 (Taylor's Version)
Pour les articles homonymes, voir 1989 (homonymie).
Cet article concerne l'album réenregistré de Taylor Swift. Pour l'album d'origine de la même chanteuse, voir 1989.
Albums de Taylor Swift
Speak Now (Taylor's Version)
(2023) The Tortured Poets Department
(2024)
Singles
1. "Slut!"
Sortie : 27 octobre 2023
2. Is It Over Now?
Sortie : 31 octobre 2023

1989 (Taylor's Version) est le quatrième album réenregistré de l'autrice-compositrice-interprète américaine Taylor Swift, sorti le 27 octobre 2023 par Republic Records. Il s'agit d'un réenregistrement du cinquième album studio de Swift, 1989 (2014). Il succède à ses albums réenregistrés de 2021 et 2023, Fearless (Taylor's Version), Red (Taylor's Version) et Speak Now (Taylor's Version), à la suite du différend concernant la propriété des droits de ses six premiers albums studio. 1989 (Taylor's Version) est annoncé le 9 août 2023, lors de la dernière date à Inglewood de sa tournée en cours, The Eras Tour. L'album connait un grand succès à sa sortie.

## Mise en contexte

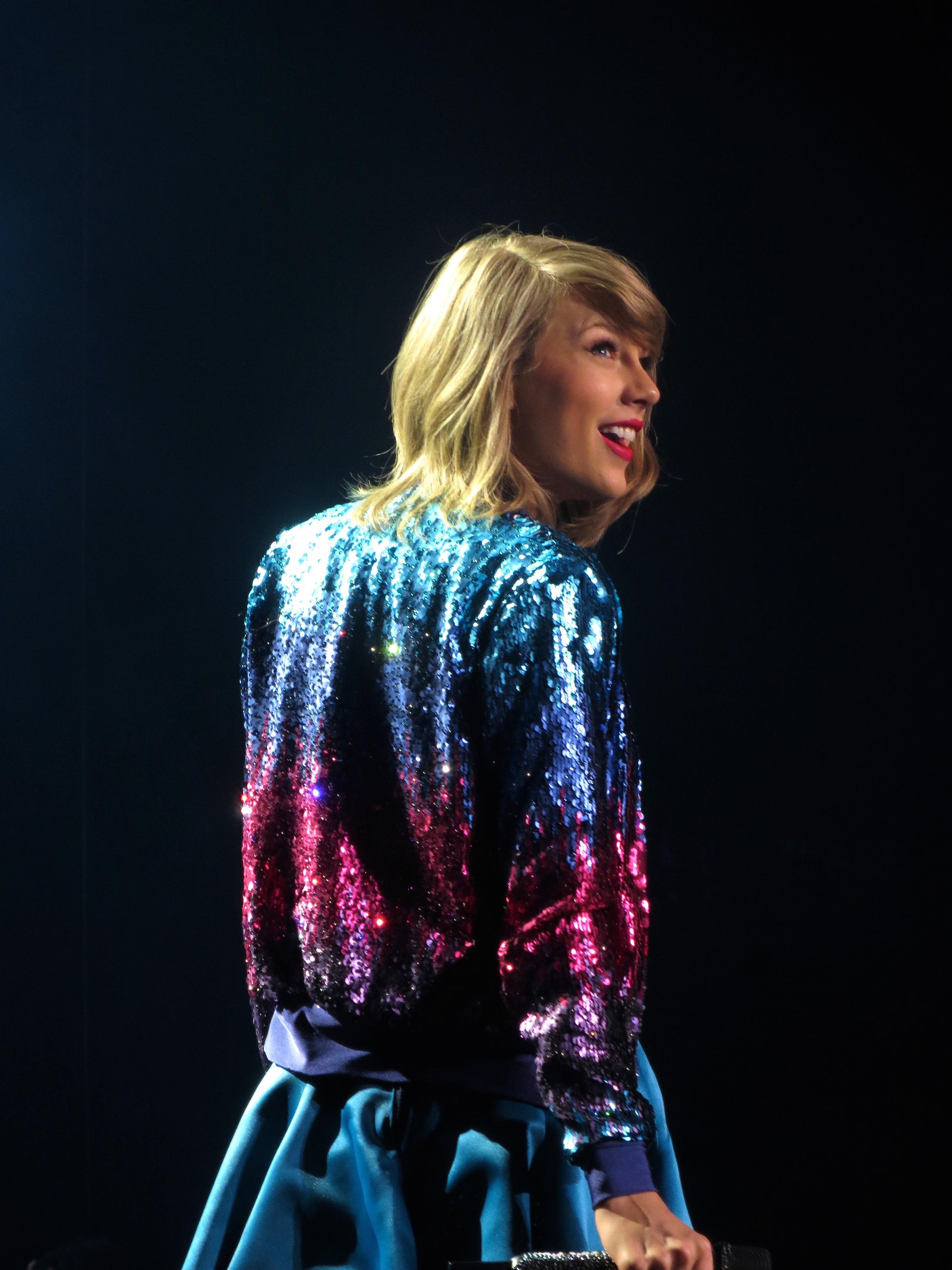
Swift lors du 1989 World Tour (2015).

Taylor Swift sort son cinquième album studio, 1989, le 27 octobre 2014, sous Big Machine Records. Inspirée par la synth-pop des années 1980, Taylor Swift conçoit 1989 pour recalibrer son art vers la pop après avoir commercialisé ses quatre premiers albums à la radio country. L'album reçoit des critiques positives de la part des critiques musicaux et se vend à plus de 1,287 million d'exemplaires au cours de la semaine de sa sortie aux États-Unis. Trois de ses singles — Shake It Off, Blank Space  et Bad Blood — atteignent la première place du Billboard Hot 100. Swift devient la première artiste à vendre trois albums à plus d'un million d'exemplaires au cours de la première semaine, 1989 ayant été le premier album sorti en 2014 à dépasser le million d'exemplaires, et reste en tête du Billboard 200 pendant 11 semaines non consécutives.
Lors de la 58e cérémonie des Grammy Awards (2016), 1989 est sacré album de l'année et meilleur album vocal pop, faisant de Swift la première artiste féminine à remporter le prix deux fois.
Swift sorte son album suivant, Reputation (2017), sous le label Big Machine, conformément à son contrat d'enregistrement, qui expire en novembre 2018. Elle signe alors un nouveau contrat avec Republic Records, qui lui garantit les droits de posséder les masters de toute nouvelle musique qu'elle sortirait. En 2019, l'homme d'affaires américain Scooter Braun rachète Big Machine et la propriété des masters des six premiers albums studio de Swift, dont 1989, lui sont transférés. En août 2019, Swift dénonce ce rachat et annonce qu'elle réenregistrera ses six premiers albums studio afin de posséder elle-même les masters. Swift commence le processus de réenregistrement en novembre 2020. Fearless (Taylor's Version), le premier de ses six albums réenregistrés, sort le 9 avril 2021, suivi de Red (Taylor's Version) le 12 novembre,, et Speak Now (Taylor's Version) le 7 juillet 2023 ; tous les trois remportent un succès critique et commercial, faisant leurs débuts au sommet du palmarès américain Billboard 200.
Swift commence à teaser 1989 (Taylor's Version) avec Wildest Dreams (Taylor's Version), sorti le 17 septembre 2021, au milieu d'une tendance virale TikTok impliquant l'enregistrement original de 2014 de la chanson. This Love (Taylor's Version) sort sur les plateformes numériques le 6 mai. Un extrait de Bad Blood (Taylor's Version) est présenté dans le film d'animation Krypto et les Super-Animaux de 2022. Le clip de 2023 de I Can See You faisant allusion au réenregistrement de 1989.
Le 9 août 2023, lors du dernier spectacle à Los Angeles de sa sixième tournée de concerts, la tournée Eras, Swift annonce la sortie de 1989 (Taylor's Version), prévue le 27 octobre 2023, neuf ans après la version originale de 1989. Les fans émettent l'hypothèse que le réenregistrement serait annoncé le 9 août car il s'écrit "8/9" aux États-Unis, en référence au "89" de 1989, et marquait exactement huit ans, neuf mois et treize jours depuis la sortie de l'album original.

## Sortie
1989 (Taylor's Version) est sorti  le 27 octobre 2023, ce qui en fait le quatrième album réenregistré de Swift. Il contient 21 pistes, dont cinq sont désignées From The Vault, indiquant des chansons inédites qui ont été écrites pour 1989 mais qui n'ont pas fait partie de la liste finale des pistes en 2014. Le réenregistrement physique sera aux formats vinyle, cassette et CD. En plus d'un CD d'édition standard, quatre CD d'édition de luxe sont mises à disposition en précommande, chacun étant d'une couleur différente et comprenant l'un des quatre ensembles de cinq cartes double face contenant des photos et des paroles,,.

## Performance commerciale
1989 (Taylor's Version) bat le record de l'album le streamé en une journée de la plateforme Spotify en 2023 et est deuxième de tous les temps juste derrière Midnights.
L'album est son 13e numéro un aux États-Unis et se vend lors de sa première semaine à plus d'1,6 million d'équivalents ventes, dont 1,3 million de ventes réelles (physiques et numériques), ce qui constitue les plus grosses ventes de sa carrière commencée plus de quinze ans plus tôt et qui semblait avoir atteint son apogée en 2014-2015 avec l'album 1989. Au Royaume-Uni, l'album est la plus grosse vente d'albums en première semaine de l'année, avec 184 000 équivalents ventes, soit plus du double des ventes atteintes par l'album original en première semaine. C'est son 11e album numéro un dans ce pays. Une seule autre chanteuse en a obtenu davantage, Madonna (12). En France, l'album se vend à 35 621 exemplaires pour sa première semaine : c'est son meilleur démarrage et son deuxième numéro un quelques mois après Midnights.
Dans son pays, l'album est la 4e plus grosse vente annuelle en 2023, avec 2,872 millions d'équivalents-ventes. C'est l'album qui s'est le plus vendu cette année-là en termes de ventes physiques et numériques (sans compter les équivalents-ventes générées par le streaming), avec 1,975 million d'exemplaires. Il s'agit de la meilleure vente annuelle depuis 2015 ; la chanteuse britannique Adele vendait alors 7,4 millions d'exemplaires de son album 25. En janvier 2024, 1989 (Taylor’s Version) devient aux États-Unis son 9e album qui dépasse les deux millions d'exemplaires de ventes dites « pures » (ventes réelles, hors streaming), quelques semaines seulement après sa sortie. C'est le seul album sorti en 2023 à atteindre ce seuil.
En Australie, 1989 (Taylor’s Version), no 1 durant 9 semaines (un record pour l'année 2023), est la meilleure vente annuelle. Au Royaume-Uni, c'est la troisième meilleure vente annuelle. 1989 (Taylor's version) s'est vendu à près de 300 000 équivalents ventes, dont 185 000 ventes physiques (c'est l'album qui s'est le mieux vendu en termes de ventes physiques, notamment en vinyle). En Allemagne, c'est la 5e meilleure vente annuelle. Au Canada, autre marché important, c'est la 6e plus grosse vente annuelle. En France, l'album est la 3e meilleure vente d'albums vinyle en 2023. L'album est certifié platine en mai 2024.
Dans le monde, l'album est en 2023 la 6e meilleure vente mondiale, avec 2,8 millions d'exemplaires (ventes physiques et téléchargements). Il s'est vendu à 1,4 million d'exemplaires en vinyle, ce qui représente la plus forte ventes d'albums selon ce critère.

## Liste des pistes
Tous les titres sont suivis de l'appellation Taylor's Version. Les chansons 17 à 21 sont aussi suivies de la mention « From The Vault », c'est-à-dire les chansons qui n'avaient pas fait la liste des pistes à la sortie de l'album en 2014.
| 1989 (Taylor's Version) – Édition standard | 1989 (Taylor's Version) – Édition standard | 1989 (Taylor's Version) – Édition standard     | 1989 (Taylor's Version) – Édition standard | 1989 (Taylor's Version) – Édition standard | 1989 (Taylor's Version) – Édition standard | 1989 (Taylor's Version) – Édition standard | 1989 (Taylor's Version) – Édition standard | 1989 (Taylor's Version) – Édition standard | 1989 (Taylor's Version) – Édition standard |
| No                                         | Titre                                      | Producteur(s)                                  | Durée                                      |                                            |                                            |                                            |                                            |                                            |                                            |
| ------------------------------------------ | ------------------------------------------ | ---------------------------------------------- | ------------------------------------------ | ------------------------------------------ | ------------------------------------------ | ------------------------------------------ | ------------------------------------------ | ------------------------------------------ | ------------------------------------------ |
| 1.                                         | Welcome to New York                        | - Taylor Swift - Ryan Tedder - Noel Zancanella | 3:32                                       |                                            |                                            |                                            |                                            |                                            |                                            |
| 2.                                         | Blank Space                                | - Swift - Christopher Rowe - Sam Holland       | 3:51                                       |                                            |                                            |                                            |                                            |                                            |                                            |
| 3.                                         | Style                                      | - Swift - Rowe                                 | 3:51                                       |                                            |                                            |                                            |                                            |                                            |                                            |
| 4.                                         | Out of the Woods                           | - Swift - Jack Antonoff                        | 3:55                                       |                                            |                                            |                                            |                                            |                                            |                                            |
| 5.                                         | All You Had to Do Was Stay                 | - Swift - Rowe                                 | 3:13                                       |                                            |                                            |                                            |                                            |                                            |                                            |
| 6.                                         | Shake It Off                               | - Swift - Rowe - Holland                       | 3:39                                       |                                            |                                            |                                            |                                            |                                            |                                            |
| 7.                                         | I Wish You Would                           | - Swift - Antonoff                             | 3:27                                       |                                            |                                            |                                            |                                            |                                            |                                            |
| 8.                                         | Bad Blood                                  | - Swift - Rowe                                 | 3:31                                       |                                            |                                            |                                            |                                            |                                            |                                            |
| 9.                                         | Wildest Dreams                             | - Swift - Rowe - Shellback                     | 3:40                                       |                                            |                                            |                                            |                                            |                                            |                                            |
| 10.                                        | How You Get the Girl                       | - Swift - Rowe                                 | 4:07                                       |                                            |                                            |                                            |                                            |                                            |                                            |
| 11.                                        | This Love                                  | - Swift - Rowe                                 | 4:10                                       |                                            |                                            |                                            |                                            |                                            |                                            |
| 12.                                        | I Know Places                              | - Swift - Tedder - Zancanella                  | 3:15                                       |                                            |                                            |                                            |                                            |                                            |                                            |
| 13.                                        | Clean                                      | - Swift - Imogen Heap                          | 4:31                                       |                                            |                                            |                                            |                                            |                                            |                                            |
| 14.                                        | Wonderland                                 | - Swift - Rowe                                 | 4:05                                       |                                            |                                            |                                            |                                            |                                            |                                            |
| 15.                                        | You Are in Love                            | - Swift - Antonoff                             | 4:27                                       |                                            |                                            |                                            |                                            |                                            |                                            |
| 16.                                        | New Romantics                              | - Swift - Rowe                                 | 3:50                                       |                                            |                                            |                                            |                                            |                                            |                                            |
| 17.                                        | "Slut!"                                    | - Swift - Antonoff - Patrik Berger             | 3:00                                       |                                            |                                            |                                            |                                            |                                            |                                            |
| 18.                                        | Say Don't Go                               | - Swift - Antonoff - Diane Warren              | 4:39                                       |                                            |                                            |                                            |                                            |                                            |                                            |
| 19.                                        | Now That We Don't Talk                     | - Swift - Antonoff                             | 2:26                                       |                                            |                                            |                                            |                                            |                                            |                                            |
| 20.                                        | Suburban Legends                           | - Swift - Antonoff                             | 2:51                                       |                                            |                                            |                                            |                                            |                                            |                                            |
| 21.                                        | Is It Over Now?                            | - Swift - Antonoff                             | 3:49                                       |                                            |                                            |                                            |                                            |                                            |                                            |
| 77:49                                      |                                            |                                                |                                            |                                            |                                            |                                            |                                            |                                            |                                            |

| 1989 (Taylor's Version) – Édition Tangerine | 1989 (Taylor's Version) – Édition Tangerine | 1989 (Taylor's Version) – Édition Tangerine | 1989 (Taylor's Version) – Édition Tangerine | 1989 (Taylor's Version) – Édition Tangerine | 1989 (Taylor's Version) – Édition Tangerine | 1989 (Taylor's Version) – Édition Tangerine | 1989 (Taylor's Version) – Édition Tangerine | 1989 (Taylor's Version) – Édition Tangerine | 1989 (Taylor's Version) – Édition Tangerine |
| No                                          | Titre                                       | Producteur(s)                               | Durée                                       |                                             |                                             |                                             |                                             |                                             |                                             |
| ------------------------------------------- | ------------------------------------------- | ------------------------------------------- | ------------------------------------------- | ------------------------------------------- | ------------------------------------------- | ------------------------------------------- | ------------------------------------------- | ------------------------------------------- | ------------------------------------------- |
| 22.                                         | Sweeter Than Fiction                        | - Swift - Antonoff                          | 3:57                                        |                                             |                                             |                                             |                                             |                                             |                                             |
| 81:43                                       |                                             |                                             |                                             |                                             |                                             |                                             |                                             |                                             |                                             |

| 1989 (Taylor's Version) – Édition deluxe | 1989 (Taylor's Version) – Édition deluxe | 1989 (Taylor's Version) – Édition deluxe | 1989 (Taylor's Version) – Édition deluxe | 1989 (Taylor's Version) – Édition deluxe | 1989 (Taylor's Version) – Édition deluxe | 1989 (Taylor's Version) – Édition deluxe | 1989 (Taylor's Version) – Édition deluxe | 1989 (Taylor's Version) – Édition deluxe | 1989 (Taylor's Version) – Édition deluxe |
| No                                       | Titre                                    | Producteur(s)                            | Durée                                    |                                          |                                          |                                          |                                          |                                          |                                          |
| ---------------------------------------- | ---------------------------------------- | ---------------------------------------- | ---------------------------------------- | ---------------------------------------- | ---------------------------------------- | ---------------------------------------- | ---------------------------------------- | ---------------------------------------- | ---------------------------------------- |
| 22.                                      | Bad Blood (featuring Kendrick Lamar)     | - Swift - Rowe                           | 3:20                                     |                                          |                                          |                                          |                                          |                                          |                                          |
| 81:09                                    |                                          |                                          |                                          |                                          |                                          |                                          |                                          |                                          |                                          |

| 1989 (Taylor's Version) – Édition deluxe + | 1989 (Taylor's Version) – Édition deluxe + | 1989 (Taylor's Version) – Édition deluxe + | 1989 (Taylor's Version) – Édition deluxe + | 1989 (Taylor's Version) – Édition deluxe + | 1989 (Taylor's Version) – Édition deluxe + | 1989 (Taylor's Version) – Édition deluxe + | 1989 (Taylor's Version) – Édition deluxe + | 1989 (Taylor's Version) – Édition deluxe + | 1989 (Taylor's Version) – Édition deluxe + |
| No                                         | Titre                                      | Producteur(s)                              | Durée                                      |                                            |                                            |                                            |                                            |                                            |                                            |
| ------------------------------------------ | ------------------------------------------ | ------------------------------------------ | ------------------------------------------ | ------------------------------------------ | ------------------------------------------ | ------------------------------------------ | ------------------------------------------ | ------------------------------------------ | ------------------------------------------ |
| 23.                                        | "Slut!" (version acoustique)               | - Swift - Antonoff - Berger                | 3:00                                       |                                            |                                            |                                            |                                            |                                            |                                            |
| 84:09                                      |                                            |                                            |                                            |                                            |                                            |                                            |                                            |                                            |                                            |

## Distribution
| Zone   | Date            | Format(s)                                         | Édition  | Label            | Ref.   |
| ------ | --------------- | ------------------------------------------------- | -------- | ---------------- | ------ |
| Divers | 27 octobre 2023 | - Cassette - CD - Téléchargement - Streaming - LP | Standard | Republic Records | [ 34 ] |
| Divers | 27 octobre 2023 | CD                                                | Deluxe   | Republic Records | ,      |

## Classements hebdomadaires
| Classement (2023)                  | Meilleure place |
| ---------------------------------- | --------------- |
| Allemagne (Media Control AG)       | 1               |
| Australie (ARIA)                   | 1               |
| Autriche (Ö3 Austria Top 40)       | 1               |
| Belgique (Flandre Ultratop)        | 1               |
| Belgique (Wallonie Ultratop)       | 1               |
| Canada (Canadian Albums Chart)     | 1               |
| Danemark (Tracklisten)             | 1               |
| Écosse (OCC)                       | 1               |
| Espagne (Promusicae)               | 1               |
| États-Unis (Billboard 200)         | 1               |
| Finlande (Suomen virallinen lista) | 2               |
| France (SNEP)                      | 1               |
| Irlande (Irish Albums Chart)       | 1               |
| Italie (FIMI)                      | 1               |
| Norvège (VG-lista)                 | 1               |
| Nouvelle-Zélande (RIANZ)           | 1               |
| Pays-Bas (Mega Album Top 100)      | 1               |
| Portugal (AFP)                     | 1               |
| Royaume-Uni (UK Albums Chart)      | 1               |
| Suède (Sverigetopplistan)          | 1               |

## Certifications
| Pays          | Certification | Unités certifiées |
| ------------- | ------------- | ----------------- |
| France (SNEP) | Platine       | 100 000           |